# 12506 Pariser
12506 Pariser este un asteroid din centura principală de asteroizi.

## Descriere
12506 Pariser este un asteroid din centura principală de asteroizi. A fost descoperit pe 31 martie 1998 la Socorro, New Mexico, în cadrul proiectului LINEAR. Asteroidul prezintă o orbită caracterizată de o semiaxă mare de 2,49 ua, o excentricitate de 0,04 și o înclinație de 6,1° în raport cu ecliptica.